# Бромли-бай-Боу-Центр

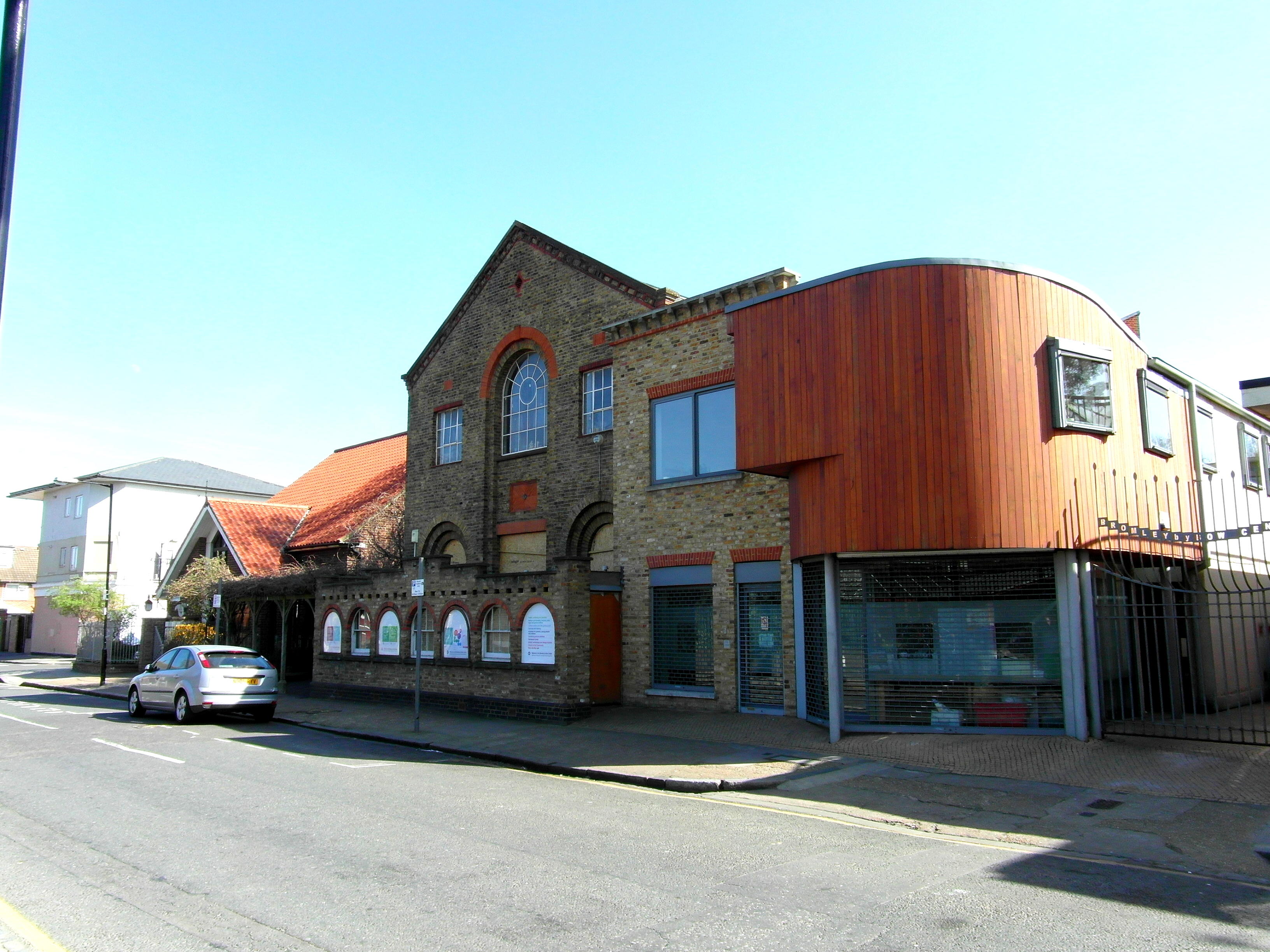
Бромли-бай-Боу-Центр

Бромли-бай-Боу-Центр (The Bromley by Bow Centre) — общинный центр в районе Бромли-бай-Боу в лондонском Ист-Энде. Был основан Эндрю Мосоном в 1984 году вместе с членами общины, каких как чилийский художник Сантьяго Белл, с целью преобразования местного сообщества. За прошедшие годы центр вырос, включил в себя больницу, церковь, детский сад, детский центр, общественный центр и кафе, его горячим сторонником является Офицер Ордена Британской империи Сэм Эвенгтон. Это сайт в Великобритании первый здоровому образу жизни Центра, и около 2000 человек-Центр каждую неделю. В дополнение к членам команды, например, психологов, медсестер, консультантов, и преж-центр также дома художников, каменщиков, садовников и витражам.
Бромли-бай-Боу-Центр работает в партнерстве с Poplar HARCA, распространяя преобразовательную работу на соседние районы.
Преобразование церкви, медицинского центра, кафе, социального магазина и тренажёрного зала, а также планировка соседнего парка Боба было спроектированр архитекторам Вайаттом МакЛареном. Главный вход в центр формируется арка, которая раньше стояла в Нортумберленд-Хаус, спроектированном архитектором Уильямом Кентом. Арка была продана при сносе здания и стояла в саду Тюдор-Хауса, местного здения, приобретённого для создания парка. Арка был перенесена на теперешнее место в 1998 году.
22 декабря 2011 года зданию церкви был нанесён серьёзный ущерб во время пожара.

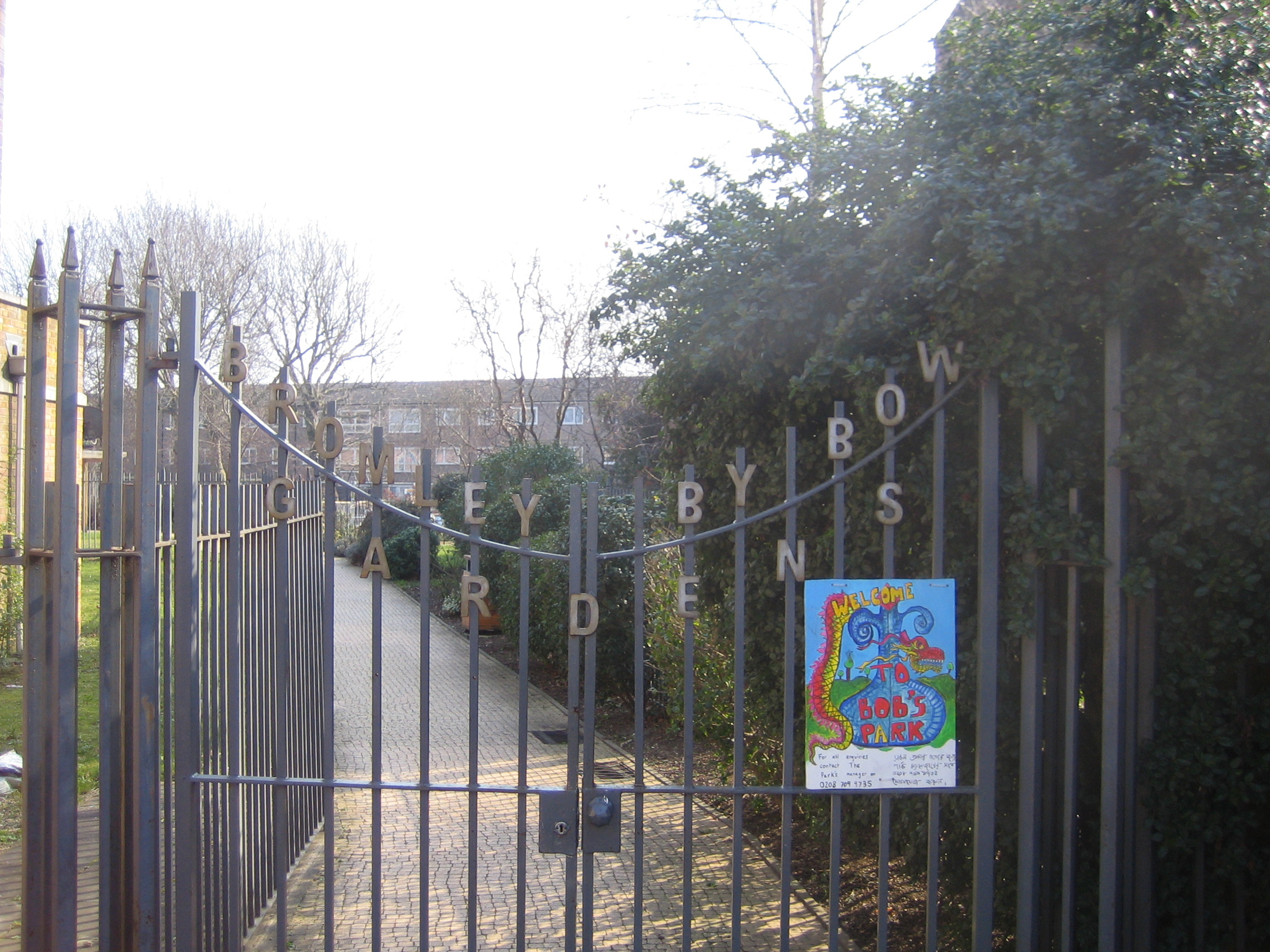
Парк Боба

«Парк Боба» находится рядом с Кингсли Холл и входит в Бромли-бай-Боу-Центр. В 1993 году парк был отмечен в Земельном кадастре Её Величества, как рекреационный центр Бромли, также известен как Грейс-Стрит-парк. Позднее он был переименован местными жителями после того, в память о смотрителе парка, Роберте Гренфелле.